# Верхнеутяшево
Верхнеутяшево (баш. Үрге Үтәш) — деревня в Белокатайском районе Республики Башкортостан Российской Федерации. Входит в состав Утяшевского сельсовета.

## География

### Географическое положение
Расстояние до:
- районного центра (Новобелокатай): 9 км,
- центра сельсовета (Нижнеутяшево): 3 км,
- ближайшей ж/д станции (Ункурда): 46 км.

## Население
| 2002 | 2009 | 2010 |
| ---- | ---- | ---- |
| 266  | ↘256 | ↘248 |

Согласно переписи 2002 года, преобладающая национальность — башкиры (97 %).